# Catacomba di Trasone
La catacomba di Trasone è una catacomba di Roma, posta sulla via Salaria, all'incrocio con via Yser, nel quartiere Parioli.

## Toponimo
Il nome della catacomba, come per la maggior parte delle catacombe romane, deriva dal nome del proprietario o del fondatore del complesso cimiteriale ipogeo: Trasone era un ricco cittadino romano, vissuto al tempo dell'imperatore Diocleziano (284-305), convertitosi al cristianesimo, nominato nella passio di santa Susanna. Nelle fonti antiche, la catacomba è chiamata anche Coemeterium Thrasonis ad s. Saturninum, in memoria del principale martire ivi sepolto, i resti della cui basilica nel sopraterra erano ancora visibili alla fine del Cinquecento.

## Topografia
La catacomba, come detto, è posta sul lato sinistro dell'antica via Salaria nova, oggi all'incrocio con via Yser: vi si accede passando attraverso un tombino. Essa ha avuto origine da una cava di arenaria trasformata in luogo di sepoltura: da questa cava si sono poi sviluppate gallerie disposte su cinque piani; è una delle più profonde catacombe di Roma. Essa si estende quasi completamente sotto l'attuale Villa Grazioli ed il suo parco, mentre un lucernario è visibile nel cortile della Palazzina Reale di Villa Ada.

## Storia
Le catacombe hanno origine nel III secolo. Nel sopraterra venne costruita una basilica dedicata a San Saturnino, la cui esistenza è attestata dal Liber Pontificalis nella biografia di papa Felice IV (526-530), in cui si afferma che il pontefice la rifece dalle fondamenta; altri restauri furono eseguiti sotto Adriano I (772-795) e Gregorio IV (827-844). Gli antichi itinerari dei pellegrini, in particolare la Notitia ecclesiarum urbis Romae (chiamato itinerario di Salisburgo perché scoperto in un codice di Salisburgo, oggi conservato alla biblioteca nazionale di Vienna), parlano anche dell'esistenza di una basilica ipogea, dedicata ai martiri Crisante e Daria.
In epoca moderna, il primo a scoprire e a penetrare nella catacomba di Trasone fu Antonio Bosio alla fine del XVI secolo: nei resti della basilica di San Saturnino (chiamata ai suoi tempi di santa Citronina) scoprì il passaggio, oggi scomparso, che immetteva nelle gallerie sotterranee. Le stesse scoperte furono fatte nel 1629 dal Torrigio. Come la maggior parte delle catacombe romane, nel corso del XVII-XVIII secolo la nostra catacomba fu devastata dai cosiddetti corpisantari, cercatori di reliquie che penetravano nei cimiteri ipogei per asportare tutto ciò che potevano. Nel secolo scorso, scavi e studi sulla catacomba furono intrapresi a partire dal 1966.

## I martiri di Trasone
Il santo più famoso sepolto nella catacomba di Trasone, e che dette pure il nome ad essa, è san Saturnino: la Depositio martyrum, alla data del 29 novembre, ricorda la sepoltura del martire nel cimitero sulla via Salaria: III kal. dec. Saturnini in Trasonis. Saturnino era originario di Cartagine, esiliato a Roma durante la persecuzione dell'imperatore Decio (249-251) e morto durante la persecuzione ordinata da Valeriano nel 257-258.
Il De locis sanctis martyrum quae sunt foris civitatis Romae (altro itinerario per pellegrini della fine del VII secolo) riporta la notizia secondo la quale nel cimitero di Trasone erano sepolti 72 martiri. Infine il Martyrologium Hieronymianum indica al 12 agosto la sepoltura in Trasone dei santi Crisante e Daria. Di tutti questi santi non è stata ancora trovata traccia archeologica nella catacomba.

## Descrizione
Dall'attuale accesso si scende al primo livello della catacomba; il secondo livello corrisponde all'antica cava di arenaria, da cui si scende ai livelli inferiori. Di particolare importanza sono due affreschi, che permettono la datazione delle origini del complesso funerario: uno raffigura l'episodio biblico di Mosè che percuote la roccia per farne scaturire acqua; l'altro raffigura due scene tratte dal libro di Giona: questi affreschi, posti al quarto livello, sono databili alla fine del III secolo o all'inizio del IV secolo. Inoltre al secondo livello, tra le tante epigrafi trovate, ve n'è una, dedicata a Severa, databile al 269 d.C.